# 毛里齊奧·馬爾韋斯蒂蒂
毛里齊奧·馬爾韋斯蒂蒂（義大利語：Maurizio Malvestiti，1953年8月25日—），義大利人，天主教洛迪教區現任正權主教。

## 早年及鐸職
主教生長於貝加莫省菲拉戈，1977年晉鐸前在貝加莫大修院就讀，後於羅馬進修神學、英語和法語。
1978年至1994年間在大修院任教，此後到2009年任職東方教會部，2009年6月16日被擢升為該部次長， 先後任三任部長阿奇里‧西爾韋斯特里尼、伊納爵‧穆薩和萊奧納多·桑德里的私人秘書。

## 主教任期
2014年8月26日，教宗方濟各任命馬爾韋斯蒂蒂神父為洛迪教區主教，接替若瑟‧梅里西之職務，並於同年10月11日在聖伯多祿大殿由良納·桑德里祝聖為主教。
2015年7月4日馬爾韋斯蒂蒂主教任命巴西亞諾‧烏格為副主教。